# 東海南部線
東海南部線（トンヘナンブせん）は、大韓民国釜山広域市東区の釜山鎮駅から慶尚北道浦項市にある浦項駅までの区間を結ぶ、韓国鉄道公社（KORAIL）の鉄道路線。2016年12月30日付で東海線へ編入された。

## 路線データ
- 路線距離：145.8km
- 軌間：1,435mm
- 複線区間：海雲台駅 - 松亭駅 6.5km
- 電化区間：釜山鎮駅  - 釜田駅 4.6km

## 概要
元は、日本統治時代の1919年から1922年にかけて、朝鮮中央鉄道（後の朝鮮鉄道）が特殊狭軌線（軌間762mm）の慶東線（蔚山駅 - 浦項駅 - 鶴山駅間、約73.2km）として開業させた路線である。
釜山から慶州や江陵を経て、現在は朝鮮民主主義人民共和国（北朝鮮）の実効支配下にある元山までを結ぶ東海線の建設にともない、朝鮮総督府による買収を経て1936年から1945年にかけて順次1435mmの標準軌に改軌された。また、釜山鎮駅 - 蔚山駅間（約72.6km）が朝鮮総督府鉄道によって順次建設され、1934年から1935年までの間に開通した。しかし、浦項駅以北は未開業であった為、開通区間は東海南部線として暫定的に運用される事となった。なお、1945年7月10日に浦項駅 - 鶴山駅間が旅客数の減少から廃止されている。
しかし、第二次世界大戦の終戦後、連合軍の軍政によって朝鮮半島が北緯38度線を境に南北に分断されると、朝鮮戦争（1950年 - 1953年）を経て軍事境界線が策定され南北の分断が固定化したこともあって、重要性が低かった東海線の工事はその後頓挫して現在に至った。その為、東海線は日本の興浜線等と境遇が似ている。ただし、東海線のその他の区間は、日本統治時代に東海北部線（安辺 - 襄陽間）と三陟線、1962年に嶺東線の一部区間（東海 - 江陵間）として部分的に開業している。
以前は釜山鎮駅から慶州駅までの区間は中央線と共に半島縦断鉄道の一部に組み込まれ、セマウル号やムグンファ号といった優等列車も走っていたものの、慶州駅以北は大部分の列車が京釜線・東大邱駅との間を往復する通勤列車（トングン列車）だけというローカル線となっていた（ソウル方面からのセマウル号も2往復運行されていた）。また、釜山駅から釜山鎮駅までの区間では、京釜線に乗り入れて釜山駅を実質的なターミナル駅としていたが、2004年のKTX（韓国高速鉄道）開業後は釜山駅がKTX主体の駅になったため、東海南部線の列車は全列車が釜田駅（釜山広域市釜山鎮区所在）発着に変更され、朝晩のみの運行になった（貨物列車は釜山鎮駅などから発着している）。2010年KTX（韓国高速鉄道）の釜山開通時、蔚山駅は高速鉄道に新しい駅ができたため、太和江駅に改称された。
その後、釜山駅発だったソウル方面行きのセマウル号・ムグンファ号の多くが京釜線経由から東海南部線経由に変更され、釜田駅始発に変更された。そのため東海南部線を走るセマウル号・ムグンファ号は増発され、1時間から2時間間隔で運転されるようになった。また、一部路線を除き通勤列車が廃止されたため、従来は通勤列車だった慶州から浦項や東大邱への区間列車もムグンファ号化され、運転本数が増やされている。
現状では釜山の中心部から慶州・浦項へは、釜山都市鉄道1号線との乗り継ぎを含めても、高速バスや市外バスのほうが所要時間が短い上に運転本数が非常に多く、しかも運賃が安いため、現状では海雲台駅や太和江駅から慶州駅、あるいは以北への利用や、釜田駅から太和江駅等の途中駅への利用が中心となっている。
現在、ロシア連邦などは「シベリア・ランドブリッジ」構想として、シベリア鉄道を使い大韓民国・日本からヨーロッパ諸国への貨物輸送ルート（アジア横断鉄道）を形成する計画を推し進めている。その一環に、東海線経由で釜山とロシアの沿海地方を結ぶ経路（北部回廊の経路iv-b）も含まれており、2000年の南北首脳会談とそれを踏まえた第1回南北閣僚級会談で、東海線を全通させる事が合意されている。
2010年には釜山駅から慶州駅までの区間に並行して韓国高速鉄道（KTX）京釜高速線が敷設された。2013年12月2日には海雲台付近の路線が山側に移設され、3駅が移転した。2015年4月2日（正確には同年3月31日に仮開業）には扶助信号場 - 浦項間が新線の東海線に移設され、ソウル駅方面から浦項駅へのKTXの乗り入れが開始された。なお、旧線は扶助信号場 - 孝子駅間が槐東線に接続する貨物線として存続したほかは閉鎖された。

### 複線電化事業
釜田駅 - 太和江駅までの区間については複線化・電化する工事が進んでおり、釜田駅 - 日光駅間が2016年12月30日に釜田駅 - 日光駅間が、2021年12月28日に日光駅 - 牟梁駅間の工事が完成した。さらに、浦項駅から江陵駅までの区間（東海中部線）の工事も推し進められており、2020年に全線開通予定である。
当初は首都圏電鉄のように広域電鉄とする予定だったが、自治体負担（約25%）を強いられることで財政の悪化を懸念する蔚山広域市が消極的で、結局広域電鉄の法的指定から外されることとなり、全額国費での着工となった。
釜山広域市内については正式な複線電化開業を待たずに2013年以降段階的に高架上の新ルートに切り替わっている。

## 年表
- 1918年12月28日 - 西岳駅 - 士方駅 - 浦項駅間が朝鮮軽便鉄道株式会社により最初に開通。[4]
- 1919年1月14日 - 慶州駅 - 仏国寺駅間が同社により開通。[5]
- 1919年6月25日 - 浦項駅 - 鶴山駅間が延伸開業。西岳駅 - 士方駅間に金丈駅を新設。[6]
- 1919年9月27日 - 朝鮮軽便鉄道株式会社が朝鮮中央鉄道株式会社に会社名称を変更するのを許可される。[7]
- 1921年10月25日 - 朝鮮中央鉄道仏国寺駅 - 蔚山駅間が開通。[8]
- 1928年7月1日 - 朝鮮鉄道慶東線大邱駅 - 鶴山駅と慶州駅 - 蔚山駅間が国有化され、朝鮮総督府鉄道東海中部線に変更。[9][10]
- 1934年7月15日 - 朝鮮総督府鉄道東海南部線釜山鎮駅 - 海雲台駅間が標準軌で開業。[11]
- 1934年12月16日 - 東海南部線海雲台駅 - 佐川駅間が開通。[12]
- 1935年12月16日 - 東海南部線佐川駅 - 蔚山駅間が開通。蔚山駅が慶州方向へ約1km移転。[13]
- 1936年12月1日 - 東海中部線蔚山駅間 - 慶州駅間が標準軌に改軌され、東海南部線に編入される。[14]
- 1943年3月31日 - 東海南部線西面駅廃止。[15]
- 1943年4月1日 - 東海南部線釜田駅開業。[15]
- 1944年6月15日 - 東海中部線孝子駅が当日限り廃止される。[16]
- 1945年7月10日 - 金丈駅を羅原駅へ改称。羅原駅 - 浦項駅区間が標準軌に改軌され、東海南部線に編入される。慶州駅 - 羅原駅区間が新設され、浦項駅 - 鶴山駅間が廃止される。[17]
- 1949年9月1日 - 三聖駅を日光駅へ改称。
- 1957年11月1日 - 西生駅開業。[18]
- 1965年6月11日 - 竹東駅開業。
- 1967年5月27日 - 青令駅開業。
- 1979年6月7日 - 良鶴洞駅開業。
- 1989年8月16日 - 安楽駅、栽松駅開業。
- 1992年8月20日 - 蔚山市内区間の移設に伴い仙岩駅・孝門駅の2駅が開業、達里駅・南蔚山駅・兵営駅の3駅が廃止。
- 1992年11月1日 - 慶州市内区間の移設に伴い隍城信号場廃止。
- 1996年4月1日 - 佑一駅開業。
- 2005年7月1日 - 良鶴洞駅廃止。
- 2010年9月30日 - 蔚山陶器エキスポ開催のため外高山駅が臨時乗降場として営業開始[19]。
- 2010年10月25日 - 外高山駅旅客営業休止。
- 2014年1月27日 - 外高山駅廃止[20]。
- 2016年
  - 10月28日 - 鉄道労組ストライキ長期化の影響で試運転期間中の運転士要員確保に支障をきたしているため、翌月の広域電鉄開業を無期限延期[21]
  - 12月29日 - 釜山駅 - 日光駅間複線電化開業式典開催[22]。
  - 12月30日 - 釜山駅 - 日光駅間複線電化（広域電鉄化）に伴い東海線に編入[1][22]。

## 駅一覧
- 東海線への編入前のもの。
- ●：全列車停車、▲：一部列車停車、|：全列車通過

| 駅名       | 駅名       | 駅名         | 駅間キロ (km) | 累計キロ (km) | 駅 等級        | 駅種別         | ム グ ン フ ァ       | 接続路線・備考                                       | 所在地     | 所在地 |
| 日本語     | ハングル   | 英語         | 駅間キロ (km) | 累計キロ (km) | 駅 等級        | 駅種別         | ム グ ン フ ァ       | 接続路線・備考                                       | 所在地     | 所在地 |
| ---------- | ---------- | ------------ | ------------- | ------------- | -------------- | -------------- | -------------------- | ---------------------------------------------------- | ---------- | --- |
| 釜山鎮駅   | 부산진역   | Busanjin     | 0.0           | 0.0           | 1級            | 普通駅         |                      | 韓国鉄道公社：京釜線・牛岩線（貨物線）               | 釜山広域市 | 東区 |
| 凡一駅     | 범일역     | Beomil       | 2.1           | 2.1           | 3級            | 普通駅         | 韓国鉄道公社：伽倻線 | 釜山鎮区                                             | 釜山広域市 | |
| 釜田駅     | 부전역     | Bujeon       | 2.5           | 4.6           | 2級            | 普通駅         | ●                    | 釜山鎮区                                             | 釜山広域市 | 韓国鉄道公社：釜田線（ソウル〜海雲台間、順天〜浦項間のムグンファ号が直通運転） 釜山交通公社：●1号線 (釜田駅：120) |
| 巨堤駅     | 거제역     | Geoje        | 3.2           | 7.8           | 3級            | 普通駅         | \|                   |                                                      | 釜山広域市 | 蓮堤区 |
| 南門口駅   | 남문구역   | Nammungu     | 1.3           | 9.1           | 無配置簡易駅   | 無配置簡易駅   | \|                   |                                                      | 釜山広域市 | 蓮堤区 |
| 東萊駅     | 동래역     | Dongnae      | 1.5           | 10.6          | 3級            | 普通駅         | \|                   | 釜山交通公社：●4号線（楽民駅：404)                   | 釜山広域市 | 東萊区 |
| 安楽駅     | 안락역     | Allak        | 1.3           | 11.9          | 無配置簡易駅   | 無配置簡易駅   | \|                   |                                                      | 釜山広域市 | 東萊区 |
| 栽松駅     | 재송역     | Jaesong      | 1.7           | 13.6          | 無配置簡易駅   | 無配置簡易駅   | \|                   |                                                      | 釜山広域市 | 海雲台区 |
| 水営駅     | 수영역     | Suyeong      | 1.3           | 14.9          | 配置簡易駅     | 配置簡易駅     | ▲                    |                                                      | 釜山広域市 | 海雲台区 |
| 佑一駅     | 우일역     | Uil          |               |               |                |                | \|                   | 釜山交通公社：●2号線（冬柏駅：204）                  | 釜山広域市 | 海雲台区 |
| 海雲台駅   | 해운대역   | Haeundae     | 5.9           | 20.8          | 3級            | 普通駅         | ●                    |                                                      | 釜山広域市 | 海雲台区 |
| 松亭駅     | 송정역     | Songjeong    | 2.9           | 23.7          | 3級            | 普通駅         | ▲                    |                                                      | 釜山広域市 | 海雲台区 |
| 機張駅     | 기장역     | Gijang       | 6.6           | 30.3          | 3級            | 普通駅         | ●                    |                                                      | 釜山広域市 | 機張郡 |
| 日光駅     | 일광역     | Ilgwang      | 3.0           | 33.3          | 配置簡易駅     | 配置簡易駅     | \|                   |                                                      | 釜山広域市 | 機張郡 |
| 佐川駅     | 좌천역     | Jwacheon     | 5.3           | 38.6          | 3級            | 普通駅         | ▲                    |                                                      | 釜山広域市 | 機張郡 |
| 月内駅     | 월내역     | Wollae       | 3.4           | 42.0          | 3級            | 普通駅         | ▲                    |                                                      | 釜山広域市 | 機張郡 |
| 西生駅     | 서생역     | Seosaeng     | 2.9           | 44.9          | 無配置簡易駅   | 無配置簡易駅   | \|                   |                                                      | 蔚山広域市 | 蔚州郡 |
| 南倉駅     | 남창역     | Namchang     | 8.5           | 53.4          | 3級            | 普通駅         | ▲                    | 韓国鉄道公社：温山線（貨物線）                       | 蔚山広域市 | 蔚州郡 |
| 外高山駅   | 외고산역   | Oegosan      | 1.6           | 55.0          | 臨時乗降場     | 臨時乗降場     | \|                   |                                                      | 蔚山広域市 | 蔚州郡 |
| 徳下駅     | 덕하역     | Deokha       | 7.7           | 62.7          | 3級            | 普通駅         | ▲                    |                                                      | 蔚山広域市 | 蔚州郡 |
| 仙岩信号場 | 선암신호장 | Seonam       | 2.5           | 65.2          | 信号場         | 信号場         | \|                   |                                                      | 蔚山広域市 | 南区 |
| 太和江駅   | 태화강역   | Taehwagang   | 4.8           | 70.0          | グループ代表駅 | グループ代表駅 | ●                    | 韓国鉄道公社：長生浦線（貨物線）・蔚山港線（貨物線） | 蔚山広域市 | 南区 |
| 孝門駅     | 효문역     | Hyomun       | 3.4           | 73.4          | 配置簡易駅     | 配置簡易駅     | \|                   |                                                      | 蔚山広域市 | 北区 |
| 虎渓駅     | 호계역     | Hogye        | 6.2           | 79.6          | 3級            | 普通駅         | ●                    |                                                      | 蔚山広域市 | 北区 |
| 毛火駅     | 모화역     | Mohwa        | 7.2           | 86.8          | 配置簡易駅     | 配置簡易駅     | \|                   |                                                      | 慶尚北道   | 慶州市 |
| 入室駅     | 입실역     | Ipsil        | 3.9           | 90.7          | 3級            | 普通駅         | \|                   |                                                      | 慶尚北道   | 慶州市 |
| 竹東駅     | 죽동역     | Jukdong      | 3.9           | 94.6          | 無配置簡易駅   | 無配置簡易駅   | \|                   |                                                      | 慶尚北道   | 慶州市 |
| 仏国寺駅   | 불국사역   | Bulguksa     | 4.1           | 98.7          | 3級            | 普通駅         | ▲                    |                                                      | 慶尚北道   | 慶州市 |
| 東方信号場 | 동방신호장 | Dongbang     | 4.5           | 103.2         | 信号場         | 信号場         | \|                   |                                                      | 慶尚北道   | 慶州市 |
| 慶州駅     | 경주역     | Gyeongju     | 6.5           | 109.7         | 1級            | 地域管理駅     | ●                    | 韓国鉄道公社：中央線（直通運転）                     | 慶尚北道   | 慶州市 |
| 羅原駅     | 나원역     | Nawon        | 5.1           | 114.8         | 3級            | 普通駅         | \|                   | 韓国鉄道公社：金丈三角線（直通運転）                 | 慶尚北道   | 慶州市 |
| 青令駅     | 청령역     | Cheongnyeong | 3.7           | 118.5         | 無配置簡易駅   | 無配置簡易駅   | \|                   |                                                      | 慶尚北道   | 慶州市 |
| 士方駅     | 사방역     | Sabang       | 2.7           | 121.2         | 配置簡易駅     | 配置簡易駅     | \|                   |                                                      | 慶尚北道   | 慶州市 |
| 安康駅     | 안강역     | Angang       | 5.8           | 127.0         | 3級            | 普通駅         | ●                    |                                                      | 慶尚北道   | 慶州市 |
| 良子洞駅   | 양자동역   | Yangjadong   | 2.9           | 129.9         | 無配置簡易駅   | 無配置簡易駅   | \|                   | 旅客取扱休止中                                       | 慶尚北道   | 慶州市 |
| 扶助信号場 | 부조신호장 | Bujo         | 2.9           | 132.8         | 信号場         | 信号場         | \|                   | 韓国鉄道公社：KTX東海線（直通運転）                  | 慶尚北道   | 慶州市 |
| 孝子駅     | 효자역     | Hyoja        | 6.4           | 139.2         | 3級            | 普通駅         |                      | 韓国鉄道公社：槐東線（貨物線）                       | 慶尚北道   | 浦項市 |
| 良鶴洞駅   | 양학동역   | Yanghaktong  | 2.8           | 142.0         | 臨時乗降場     | 臨時乗降場     |                      |                                                      | 慶尚北道   | 浦項市 |
| 浦項駅     | 포항역     | Pohang       | 1.2           | 143.2         | 無配置簡易駅   | 無配置簡易駅   |                      |                                                      | 慶尚北道   | 浦項市 |